# Egarkunr
Egarkunr é uma vila no distrito de Dhanbad, no estado indiano de Jharkhand.

## Demografia
Segundo o censo de 2001, Egarkunr tinha uma população de 10 212 habitantes. Os indivíduos do sexo masculino constituem 54% da população e os do sexo feminino 46%. Egarkunr tem uma taxa de literacia de 55%, inferior à média nacional de 59,5%: a literacia no sexo masculino é de 66% e no sexo feminino é de 41%. Em Egarkunr, 13% da população está abaixo dos 6 anos de idade.